# Barbados na Letnich Igrzyskach Olimpijskich 2024
Barbados na Letnich Igrzyskach Olimpijskich 2024– występ kadry sportowców reprezentujących Barbados na igrzyskach olimpijskich, które odbywają się w Paryżu we Francji, w dniach 26 lipca – 11 sierpnia 2024.
Reprezentacja Barbadosu liczy 4 zawodników – dwóch mężczyzn i dwie kobiety, którzy wystąpią w 3 dyscyplinach.
Jest to czternasty start tego kraju na letnich igrzyskach olimpijskich.

## Reprezentanci
Lekkoatletyka
| Zawodnik       | Konkurencja | Eliminacje | Eliminacje | Repasaże | Repasaże | Półfinał | Półfinał | Finał | Finał   | Źródło |
| Zawodnik       | Konkurencja | Wynik      | Miejsce    | Wynik    | Miejsce  | Wynik    | Miejsce  | Wynik | Miejsce | Źródło |
| -------------- | ----------- | ---------- | ---------- | -------- | -------- | -------- | -------- | ----- | ------- | ------ |
| Tristan Evelyn | 100 m (k)   | 11,55      | 53         | —        | —        | NQ       | NQ       | NQ    | NQ      | [ 1 ]  |
| Sada Williams  | 400m (k)    | 50.45      | 3          | —        | —        | 49.89    | 3 q      | 49.83 | 7.      | [ 2 ]  |

 Pływanie
| Zawodnik   | Konkurencja           | Eliminacje | Eliminacje | Półfinał | Półfinał | Finał | Finał | Źródło |
| Zawodnik   | Konkurencja           | Czas       | Poz.       | Czas     | Poz.     | Czas  | Poz.  | Źródło |
| ---------- | --------------------- | ---------- | ---------- | -------- | -------- | ----- | ----- | ------ |
| Jack Kirby | 50 m st. dowolnym (m) | 50.42      | 46         | NQ       | NQ       | NQ    | NQ    | [ 3 ]  |

Triathlon
| Zawodnik       | Konkurencja | Pływanie | Zmiana 1 | Jazda na rowerze | Zmiana 2 | Bieg    | Czas    | Pozycja | Źródło |
| -------------- | ----------- | -------- | -------- | ---------------- | -------- | ------- | ------- | ------- | ------ |
| Matthew Wright | mężczyźni   | 22:13    | 23:02    | 1:16:52          | 1:17:16  | 1:49:18 | 1:49:18 | 34.     | [ 4 ]  |